# サミュエル・フレデリック・グレイ

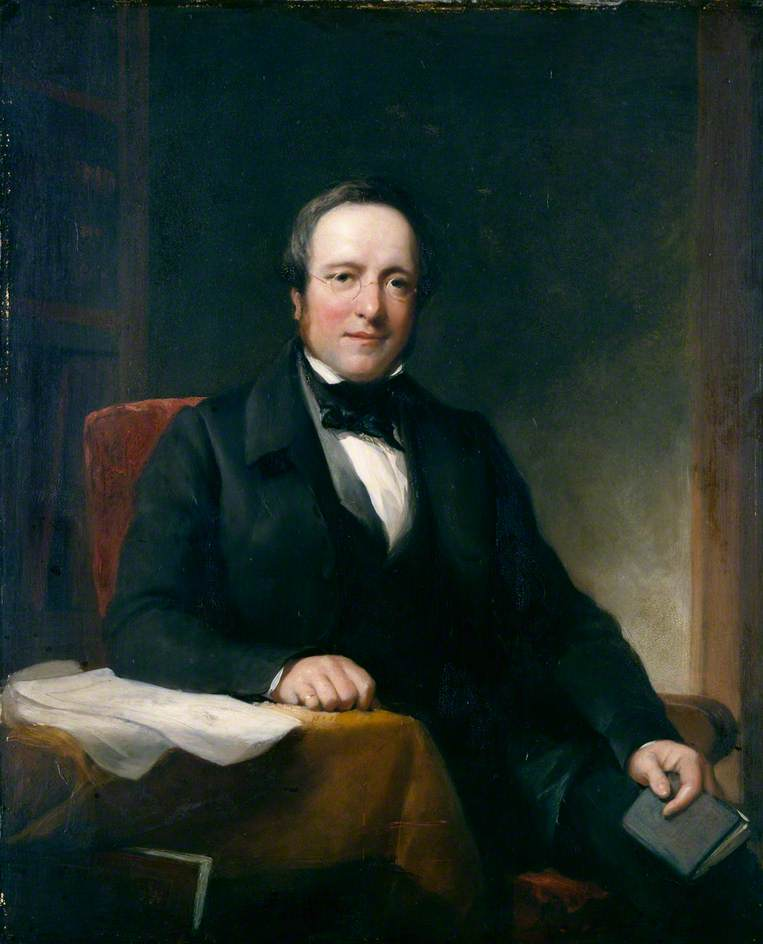
サミュエル・フレデリック・グレイ

サミュエル・フレデリック・グレイ（Samuel Frederick Gray、1766年12月10日 - 1828年4月12日）は、イギリスの植物学者、菌学者、薬理学者である。

## 生涯
ロンドンの種苗商の息子に生まれた。薬剤師の資格をとるのに成功しなかったので、薬や植物に関する著述をする道に進んだ。スタッフォードシャーのウォルソール（Walsall）に住み、分析事務所を開いた。1900年にロンドンに戻り、薬局経営を始めるが、数年で廃業し、執筆と教育に専念した。薬学の分野では1818年に『薬局方補足』（"Supplement to the Pharmacopoeia"）を出版し、これは何度か改訂出版された。1819年に薬物や植物などの多くの記事を集めた、『ロンドン薬学宝典』（"London Medical Repository"）の共著者になった。1823年に『薬学要綱』（"The Elements of Pharmacy"）、1928年に『実用化学者』（"The Operative Chemist"）の実用参考書を出版した。
主著は1821年に2巻本で出版された『イギリスの植物の系統』（"The Natural Arrangement of British Plants"）である。息子のジョン・エドワード・グレイが大部分を執筆したと主張しているが、明確ではない。この著作はフランスのアントワーヌ・ローラン・ド・ジュシューの分類体系でイギリスの植物を初めて記述した書籍として重要である。そのため当時の保守的なイギリスの植物学者からは受け入れられなかった。この著作には菌類が隠花植物がに分類され、Auriscalpium、Coltricia、Leccinum、 Steccherinumなどの新しい属が導入されている章が設けられている。
2人の息子、ジョン・エドワード・グレイ(John Edward Gray）とジョージ・ロバート・グレイ（George Robert Gray）は動物学者となった。